# Critics’ Choice Television Award/Beste Nebendarstellerin in einem Fernsehfilm oder einer Miniserie
Der Critics’ Choice Television Award in der Kategorie Beste Nebendarstellerin in einem Fernsehfilm oder einer Miniserie (Originalbezeichnung: Best Supporting Actress in a Movie/Miniseries) ist eine der Auszeichnungen, die jährlich in den Vereinigten Staaten von der Broadcast Television Journalists Association, einem Verband von Fernsehkritikern, verliehen werden. Sie richtet sich an Schauspielerinnen, die eine hervorragende Leistung in einer Nebenrolle in einem Fernsehfilm oder einer Miniserie erbracht haben. Die Kategorie wurde 2013 ins Leben gerufen. Die Gewinner werden in einer geheimen Abstimmung durch die Fernsehkritiker des Verbandes ermittelt.

## Geschichte und Rekorde
Seit der dritten Verleihung hat die Broadcast Television Journalists Association eine Gesamtanzahl von acht Preisen in der Kategorie Beste Nebendarstellerin in einem Fernsehfilm oder einer Miniserie an sieben verschiedene Schauspielerinnen verliehen. Die erste Preisträgerin war Sarah Paulson, die 2013 für ihre Rolle als Lana Winters in American Horror Story ausgezeichnet wurde. Die bisher letzte Preisträgerin war Toni Collette, die 2020 für ihre Rolle als Detective Grace Rasmussen in Unbelievable geehrt wurde.
Die folgende Liste ist eine Aufzählung von Rekorden der häufigsten Nominierten und Gewinnern in der Kategorie Beste Nebendarstellerin in einem Fernsehfilm oder einer Miniserie. Die Gewinner und Nominierten in den anderen Schauspielerkategorien werden nicht mitgezählt.
| Statistik                                           | Schauspielerin/Serie  | Anzahl | Jahre                                |
| --------------------------------------------------- | --------------------- | ------ | ------------------------------------ |
| Häufigste Auszeichnungen (Schauspielerin)           | Sarah Paulson         | 2      | 2013, 2015                           |
| Häufigste Nominierungen (Schauspielerin) (* = Sieg) | Sarah Paulson         | 3      | 2013*, 2015*, 2016 (Jan.)            |
| Häufigste Nominierungen ohne Sieg (Schauspielerin)  | Ellen Burstyn         | 3      | 2013, 2014, 2019                     |
| Häufigste Nominierung (Serie) (* = Sieg)            | American Horror Story | 5      | 2013 (2×)*, 2014, 2015*, 2016 (Jan.) |

## Gewinner und Nominierte
Die unten aufgeführten Fernsehfilme und Miniserien werden mit ihrem deutschen Ausstrahlungstitel (sofern ermittelbar) angegeben, danach folgt in Klammern in kursiver Schrift der fremdsprachige Originaltitel. Die Nennung des Originaltitels entfällt, wenn deutscher und fremdsprachiger Filmtitel identisch sind. Die Gewinner stehen hervorgehoben in fetter Schrift an erster Stelle.
2013
Sarah Paulson – American Horror Story (American Horror Story: Asylum)
Ellen Burstyn – Political Animals
Sienna Miller – The Girl
Lily Rabe – American Horror Story (American Horror Story: Asylum)
Imelda Staunton – The Girl
Alfre Woodard – Steel Magnolias
2014
Allison Tolman – Fargo
Amanda Abbington – Sherlock: Sein letzter Schwur (His Last Vow)
Kathy Bates – American Horror Story (American Horror Story: Coven)
Ellen Burstyn – Flowers in the Attic – Blumen der Nacht (Flowers in the Attic)
Jessica Raine – Ein Abenteuer in Raum und Zeit (An Adventure in Space and Time)
Julia Roberts – The Normal Heart
2015
Sarah Paulson – American Horror Story (American Horror Story: Freak Show)
Khandi Alexander – Bessie
Claire Foy – Wolf Hall
Janet McTeer – The Honourable Woman
Mo’Nique – Bessie
Cynthia Nixon – Stockholm, Pennsylvania
2016 (Jan.)
Jean Smart – Fargo
Mary J. Blige – The Wiz Live!
Laura Haddock – Luther
Cristin Milioti – Fargo
Sarah Paulson – American Horror Story (American Horror Story: Hotel)
Winona Ryder – Show Me a Hero
2016 (Dez.)
Regina King – American Crime
Elizabeth Debicki – The Night Manager
Sarah Lancashire – The Dresser
Melissa Leo – Der lange Weg (All the Way)
Anna Paquin – Roots
Emily Watson – The Dresser
2018
Laura Dern – Big Little Lies
Judy Davis – Feud (Feud: Bette and Joan)
Jackie Hoffmann – Feud (Feud: Bette and Joan)
Regina King – American Crime
Michelle Pfeiffer – The Wizard of Lies – Das Lügengenie (The Wizard of Lies)
Mary Elizabeth Winstead – Fargo
2019
Patricia Clarkson – Sharp Objects
Ellen Burstyn – The Tale
Penélope Cruz – The Assassination of Gianni Versace: American Crime Story
Julia Garner – Dirty John
Judith Light – The Assassination of Gianni Versace: American Crime Story
Elizabeth Perkins – Sharp Objects
2020
Toni Collette – Unbelievable
Patricia Arquette – The Act
Marsha Stephanie Blake – When They See Us
Niecy Nash – When They See Us
Margaret Qualley – Fosse/Verdon
Emma Thompson – Years and Years
Emily Watson – Chernobyl
2021
Uzo Aduba – Mrs. America
Betsy Brandt – Soulmates
Marielle Heller – Das Damengambit
Margo Martindale – Mrs. America
Winona Ryder – The Plot Against America
Tracey Ullman – Mrs. America